# タウルス・リットロウ渓谷
座標: 北緯20度00分 東経31度00分 / 北緯20.0度 東経31.0度

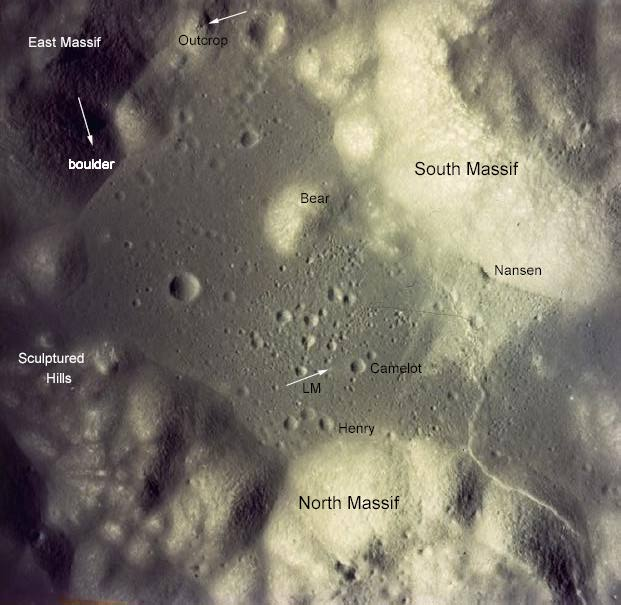
タウルス・リットロウ渓谷のラベル付き航空写真（北は下）

タウルス・リットロウ渓谷(タウルス・リットロウけいこく、Taurus–Littrow)は、月面の北緯20度00分 東経31度00分 / 北緯20.0度 東経31.0度 にある渓谷である。
1972年12月、月への最後の有人ミッションであるアメリカのアポロ17号の着陸地点になった。渓谷は晴れの海の南東端にあり、38億年から39億年前に大きな物体が月に衝突して晴れの海盆地を形成して岩を外側と上方に押し上げたときに形成されたリットロウクレーターの輪に沿っている。
渓谷はタウルス山地とリットロウクレーターの南に位置するところから命名されている。アポロ17号の乗組員によって与えられた渓谷の名前は、1973年に国際天文学連合によって承認された。
アポロ17号が着陸して採取したデータによると谷を囲む大きな山塊は長石の富む礫岩と谷底の下にある玄武岩で構成され、さまざまな地質学的イベントによって形成されたレゴリス未固結層で覆われていることが判明している。タウルス・リットロウ渓谷は同じ場所で月の高地の地質と若い火山の岩石をサンプリングすることを目的として、アポロ17号の着陸地点として選ばれた。

## 地質学

### 形成と地理

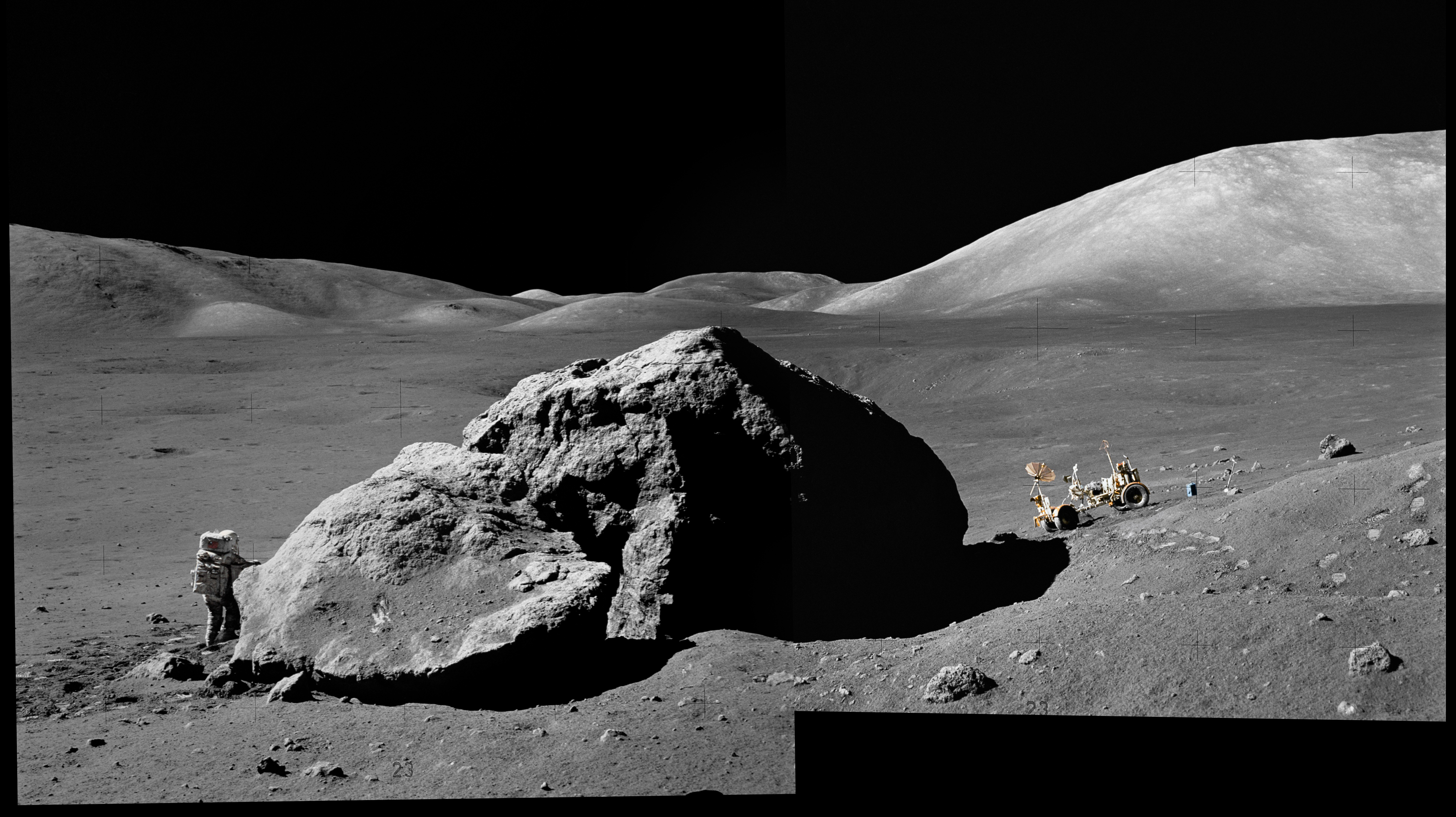
1972年にアポロ17号のミッションで、タウルス・リットロウ渓谷のトレイシーズロックのそばで活動中のハリソン・シュミット宇宙飛行士。

セレニタティス盆地が形成されてから数百万年後、溶岩が月の内部から隆起し始め、盆地を満たし、現在は晴れの海として知られているものを形成した。これらの溶岩の結果として、アポロ17号の宇宙飛行士、ユージン・サーナンとハリソン・シュミットによって収集された地域の岩石と土壌のサンプルは、月の自然史と地質学的タイムラインへの洞察を提供した。

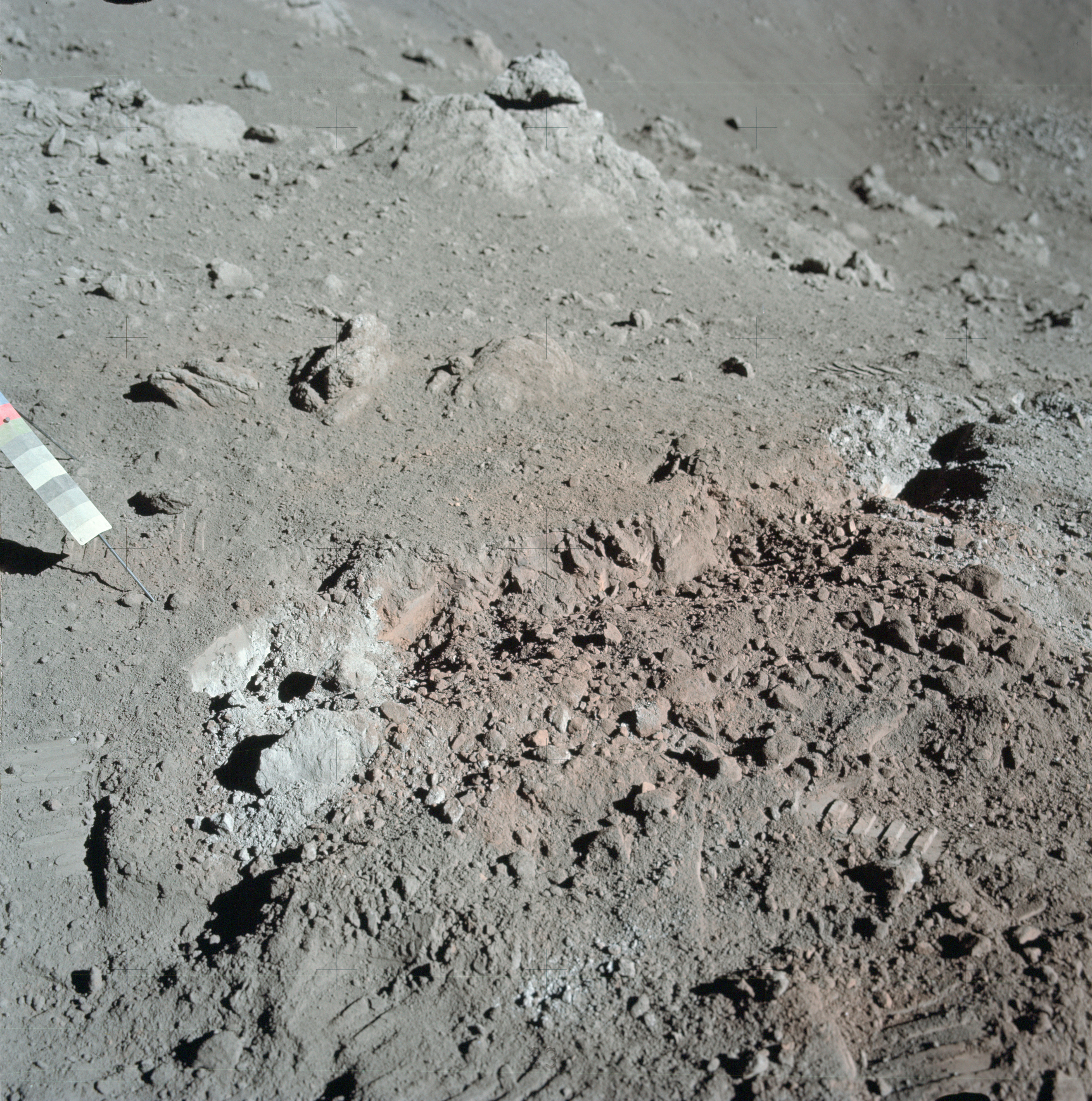
アポロ17号で発見された、火山ガラスビーズの結果であるオレンジ色の土壌のクローズアップ。

セレニタティス盆地とタウルス・リットロウ渓谷が形成されてから1億年から2億年の間に、月の地殻にしみ込んだ溶岩が低地に氾濫しはじめた。これらの溶岩流は、しばしば噴火を伴い、周囲を小さなガラスビーズで覆った。このガラス玉は、アポロ17号がショーティ・クレーターで発見した「オレンジ色の土」のように、降り積もった土の変色として現れることがある。しかし、これらのビーズの多くは黒っぽい色をしており、地球から見たセレニタスの海が黒っぽく見えるのはこのためである。
タウルス・リットロウ渓谷は晴れの海の中心とほぼ交差する軸に沿って伸びている。谷の両側に大きな山塊があり、それぞれの地理的位置に応じて、北山塊と南山塊と呼ばれている。これらの山塊の高さによって渓谷の深さはアメリカのグランド・キャニオンよりも深い。
南山塊に沿ってハリソン・シュミットの故郷であるニューメキシコ州シルバーシティの近くにある同じ名前の山にちなんで名付けられたベアマウンテンがある。彫刻のような丘陵と東部山塊が谷の東端を構成し、西側には谷底を横切る崖が約2kmの高さにそびえ立っている。北と南の山塊は、谷の主要な出口に注ぎ込み、その出口はセレニタティスの海に面しているが、その隙間は家族の山によって部分的に塞がれている。
アポロ17号の観測によると、谷底は概してなだらかな起伏のある平面である。大小さまざまな岩石が他の地質学的堆積物とともに谷全体に点在している。着陸地点の西に位置するALSEP月着陸実験展開区域では、玉石の大きさは平均約4メートルで、谷の他の区域よりも密集度が高い。
1500万〜2000万年前と7000万〜9500万年前に起きたティコ衝撃は、月のさまざまな場所に二次クレーター群を形成した。これらのクラスターを調べたデータから、谷の中央のクレーター群はその衝突によって形成されたことが示唆されている。ティコ衝突の結果できた既知の二次衝突クラスターを分析すると、その大部分は、特徴的な「鳥の足」パターンを持つダウンレンジ・エジェクタ・ブランケット（破片層）を持っていることが明らかになった。アポロ17号の観測データと、谷の中央クレーター群と既知のティコ二次衝突との比較から、両者の間に多くの類似点があることが判明した。
谷の中央クレーター群では、ティコの方向を指す「鳥の足」のような噴出物パターンがあり、ライトマントルの破片パターンは直接南山塊の方向を指している。後者は、軽いマントルが、おそらくティコの二次衝突の結果、南山峰から雪崩を打って形成されたという仮説をさらに支持するものである。大規模な分析によれば、このクレーター群は、北側山塊のクレーターや、リトロウ・クレーターのように北にある他のクラスターを含む、より大きな二次ティコ・クラスターの一部である可能性がある。もし本当に関連があるならば、これらの小さなクラスターは、近傍のティコのレイの構成要素である大きなクラスターを形成する可能性がある。

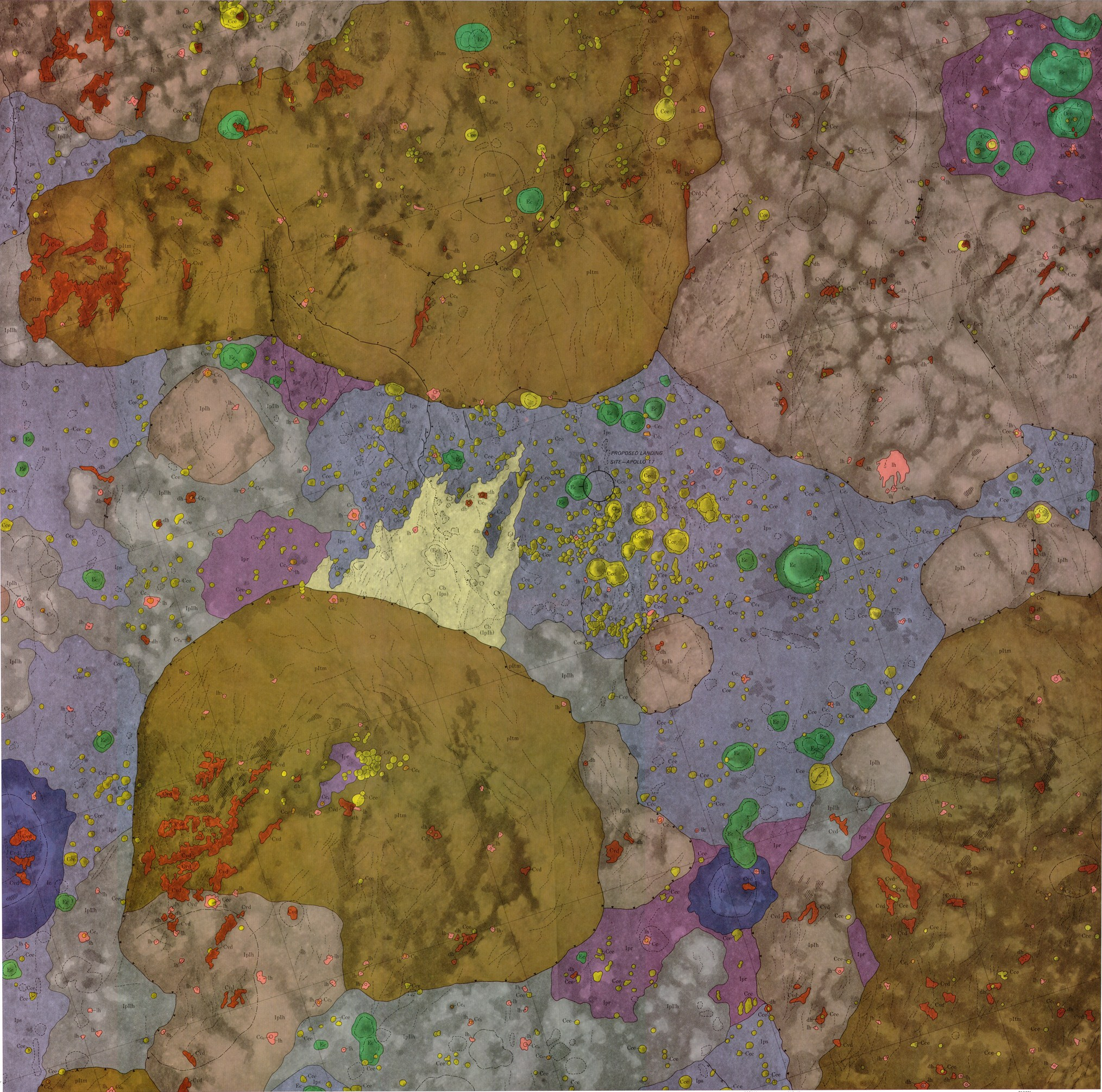
タウルス・リットロウの地質図

### 構成
アポロ17号のミッションからの証拠は、谷を取り巻く山塊が主に長石に富む角礫岩で構成されており、谷の地質史における溶岩流の結果として玄武岩が谷底の下にあることを示している。地震学の研究によると、谷底の下の玄武岩の厚さは1400メートルを超えている。床下玄武岩の層の上には、火山性物質から衝撃で形成されたレゴリスに至るまで、さまざまな組成の未固結物質の堆積物がある。
谷底のアルベド（反射率）が異常に低いのは、そこにある火山物質とガラスビーズが直接の原因である。谷底の深いクレーターは「天然のドリル穴」として機能し、アポロ17号は地下の玄武岩を採取することができた。これらの玄武岩は主に斜長石で構成されているが、斜長石やその他の鉱物も少量含まれている。
谷底の未固結レゴリス層は厚さ約14メートルで、ティコの形成に代表される多くの衝突現象の噴出物を含んでいる。そのため、アポロ17号はクレーターを訪れることなく、ティコ衝突のサンプル物質を回収することができた。谷にあるいくつかのクレーターは、ティコ衝撃の二次衝撃である可能性があり、ティコ衝撃からの噴出物を採取するさらなる機会を提供した。
谷底には月の地質学的年表のさまざまな事象に由来する地層がいくつか存在する。そのうちの1つ、ライトマントルは、南側の山塊から谷底を横切って約6キロメートルにわたって広がる一連の突起に、淡い色の物質が堆積したものである。アポロ17号以前の分析では、この堆積物は南山峰の北側斜面から発生した雪崩によるものではないかと考えられていた。
アポロ17号で採取されたマントル物質を分析したところ、大きな岩石の断片が散在する細粒のテクスチャーであることが判明した。これらのサンプルからの証拠とアポロ17号での目視観察から、明るいマントルの厚さが谷全体で変化していることがわかる。南側の山塊から離れた場所にあるクレーターは、明るいマントルを突き抜けて、より暗い下層の物質まで達している。一方、南山麓の幅75mにも及ぶクレーターは、暗い物質には全く浸透していないようで明るいマントルの年齢は、谷の中央のクレーター群とほぼ同じ約7000万〜9500万年前と推定された。

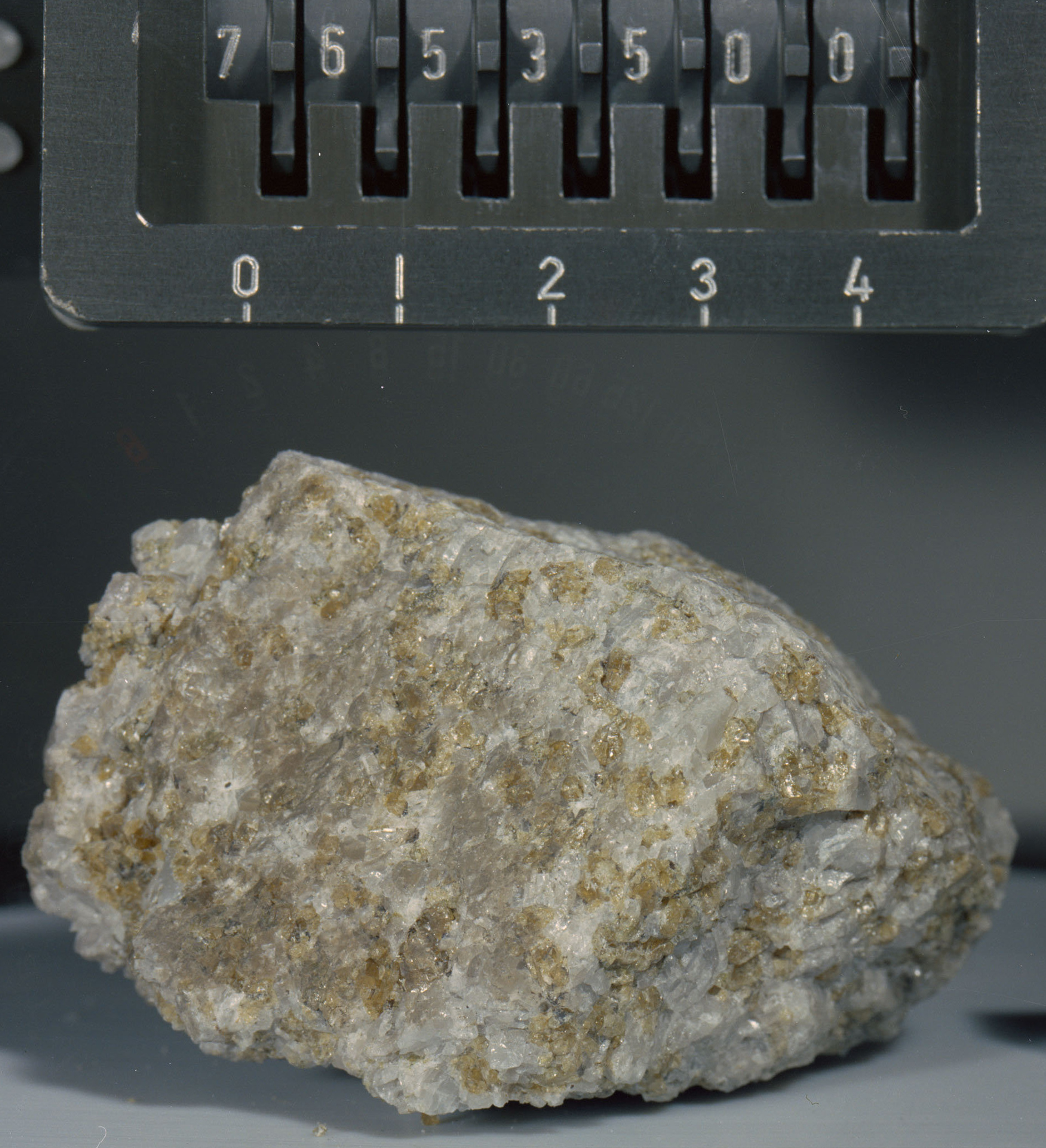
Troctolite 76535

アポロ17号が持ち帰った42億5000万年前のカンラン石と斜長石を主成分とする粗粒のトロクトライト- 76535と命名された月のサンプルは、月からの帰還サンプルの中で最も興味深いものと呼ばれている。月がコアダイナモを発生させたのか、それとも金属コアを形成したのかを明らかにするために、熱年代学的な計算が行われている。Garrick-Bethellらによる試料のさらなる分析では、ほぼ一方向の磁性（おそらくより大きな磁場の磁性と平行）が明らかになり、試料の磁気特性は特異な衝撃現象ではなく、コアダイナモの結果であるとする仮説を支持する証拠となった。
月着陸船の近傍で採取された岩石は、ほとんどが床下の粗粒玄武岩で、一部細粒の玄武岩も見られる。着陸地点の観測からわかるように、谷底の大部分は月の歴史の中で何度も衝突したレゴリスと大小さまざまな破片で構成されている。
| ミネラル            | 顕微鏡観察での体積比％ | 肉眼で見える体積比率％ |
| ------------------- | ---------------------- | ---------------------- |
| 斜長石              | 22〜45                 | 20〜50                 |
| クリノピロキセン    | 31〜51                 | 30〜70                 |
| かんらん石          | 0〜7                   | 0〜10                  |
| イルメナイト/不透明 | 13〜26                 | 5〜25                  |
| クリストバライト    | 0〜6                   | –                      |
| スピネル            | 微量                   | –                      |
| ガラス              | 微量                   | –                      |

## 着陸地点の選択
アアポロ計画の最後の月探査となるアポロ17号では、探査の科学的生産性を最大限に高めるため、計画者はさまざまな科学的目標を設定した。以前のミッションで検討され、却下された着陸地点も再検討された。タウルス・リットロウ渓谷は、ティコ・クレーター、コペルニクス・クレーター、月の裏側のツィオルコフスキー・クレーターなどとともに、アポロ17号の着陸候補地の1つとして検討された。
計画担当者は最終的に、タウルス・リットロウ渓谷を除くすべてを、運用上の正当化と科学的な正当化の組み合わせの検討から除外した。 Tychoへの着陸は、起伏の多い地形のため、ミッションの安全性に問題があると考えられていた。月の裏側にあるツィオルコフスキー・クレーターに着陸すると、着陸後に宇宙飛行士とミッションコントロールの間の連絡を維持するために必要な通信衛星の費用とロジスティックの難しさが増すことから除外され、また、アポロ12号のデータから、コペルニクスの衝突のタイミングと履歴を測定する機会が既に得られていた。
アポロ計画の立案者は、古代の高地物質と若い火山物質を同じ着陸地点で採取することが可能であると考え、古代の高地物質はティコ噴出物の形で、若い火山物質は谷底のクレーター状の地形のいくつかが火山起源であると考えられることからタウルス・リットロウ渓谷を最終的に選択した。

### 将来の探査
谷内のアポロ17号の着陸地点は、2011年に発行されたアポロ月面着陸地点の保護に関するNASAのガイドラインの対象であり、NASAが歴史的に重要であると特定した老朽化したアポロ17号のハードウェアの近くから新しい探査を遠ざけることを推奨している。航空宇宙企業のPTScientistsは2019年、同社の月着陸船ALINAが2020年初頭にタウルス・リトロー谷内のアポロ17号LMから3～5km離れた場所に着陸する予定であると発表した。その後、無期限に延期された。